# Museo Enrico Butti

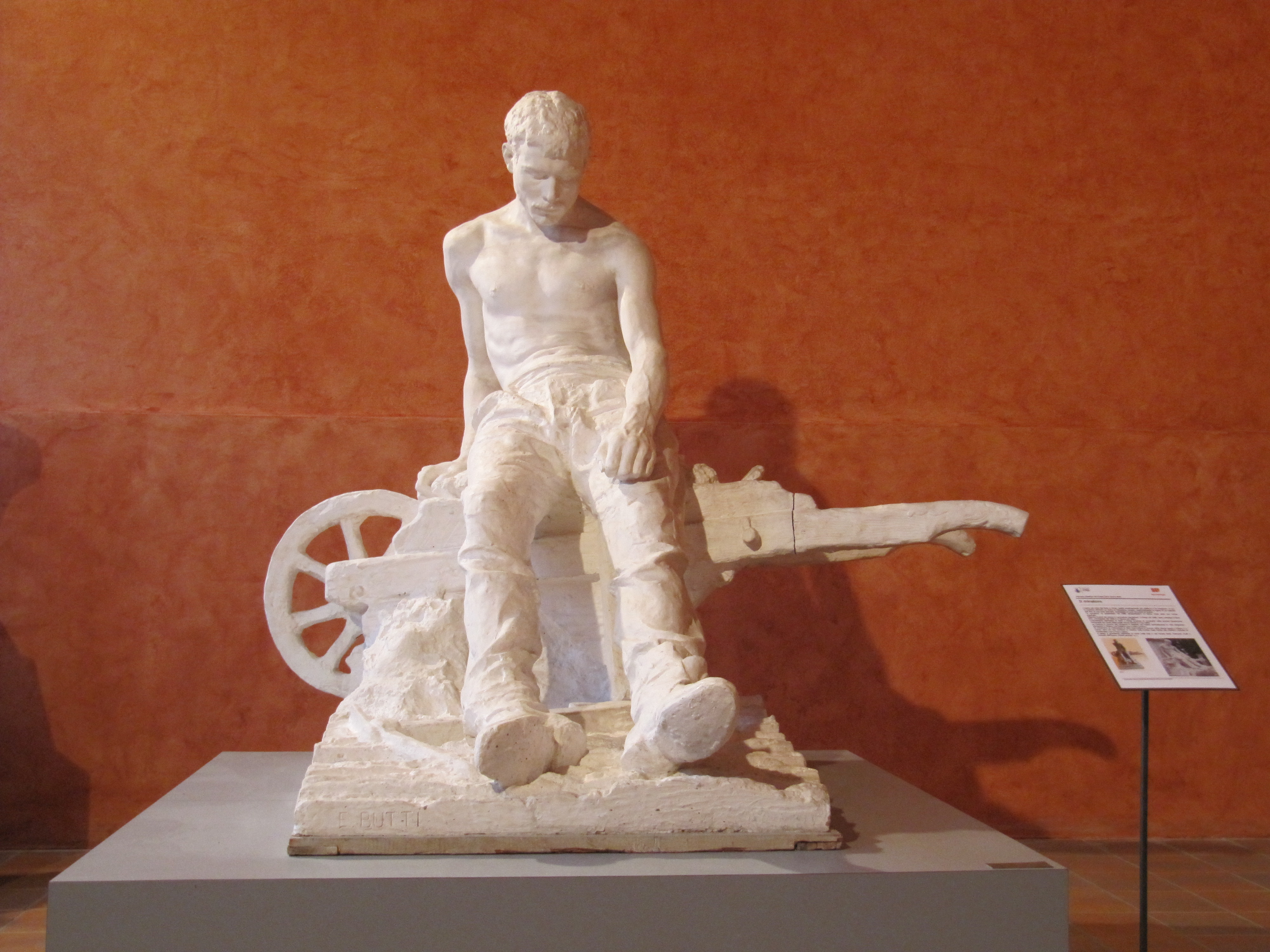
Il Minatore (1889)

Il Museo Enrico Butti è una gipsoteca facente parte dei Musei Civici Viggiutesi, a Viggiù. La collezione comprende 87 modelli in gesso ed alcuni dipinti del viggiutese Enrico Butti (1847-1932), che lo stesso artista donò nel 1926 al Comune allo scopo di realizzare la gipsoteca.

## Storia
La decisione del Butti di donare la propria raccolta di gessi al Comune di Viggiù risale al 1926, come testimoniato da una lettera autografa dell'artista datata 20 gennaio, cui segue un atto notarile di formalizzazione a data 21 gennaio. La donazione permise di mantenere un patrimonio di gessi del Butti che altrimenti, secondo l'uso dell'artista, sarebbero stati distrutti.
L'edificio della gipsoteca venne costruito appositamente e la disposizione delle opere fu originariamente studiata dallo stesso Butti, forse nel 1927.
Con un'altra lettera autografa datata 16 giugno 1931, il Butti ribadisce la volontà di lasciare la gipsoteca in eredità alla comunità di Viggiù, con l'esplicita condizione che si mantenga l'ordinamento da lui predisposto. Una prima catalogazione delle opere, per quanto sommaria, è dell'Accetti e risale al 1938: è possibile che già in quell'occasione siano sopravvenuti mutamenti nella dislocazione delle sculture.
Nel 1964 all'edificio viene aggiunta una sala, che ospitava Il minatore, i rilievi del monumento a Verdi ed altri lavori. Nel 1975, una ristrutturazione complessiva dell'edificio ha determinato un ulteriore riallestimento della raccolta. L'ultimo intervento avvenuto negli anni 2002-2004 ha visto un adeguamento funzionale degli ambienti e un'opera di risanamento delle strutture con particolare attenzione ai gessi che sono stati puliti e restaurati. Sono inoltre state allestite tre nuove sale dedicate ai gessi utilizzati per la realizzazione del monumento a Giuseppe Verdi a Milano e, al piano superiore, sono stati esposti i dipinti del maestro ed alcuni bozzetti in gesso.